# Імельно (гміна)
Гміна Імельно (пол. Gmina Imielno) — сільська гміна у східній Польщі. Належить до Єнджейовського повіту Свентокшиського воєводства.
Станом на 31 грудня 2011 у гміні проживало 4484 особи.

## Територія
Згідно з даними за 2007 рік площа гміни становила 100.60 км², у тому числі:
- орні землі: 82.00%
- ліси: 9.00%

Таким чином, площа гміни становить 8.00% площі повіту.

## Населення
Станом на 31 грудня 2011:
| Опис     | Загалом | Загалом | Чоловіки | Чоловіки | Жінки | Жінки |
| -------- | ------- | ------- | -------- | -------- | ----- | ----- |
| одиниця  | осіб    | %       | осіб     | %        | осіб  | %     |
| все      | 4484    | 100     | 2231     | 49.75    | 2253  | 50.25 |
| міське   | 0       | 100     | 0        |          | 0     |       |
| сільське | 4484    | 100     | 2231     | 49.75    | 2253  | 50.25 |

## Сусідні гміни
Гміна Імельно межує з такими гмінами: Єнджеюв, Кіє, Міхалув, Піньчув, Собкув.